# Raïs M’Bolhi
Adi Raïs Cobos Adrien M’Bolhi Ouhab (arab. عدي رايس كوبوس أدريان مبولحي وهاب, ʿAdī Rāyis Kūbūs Adriyān Mbūlḥī Wahhāb; ur. 25 kwietnia 1986 w Paryżu) – algierski piłkarz, bramkarz w saudyjskim klubie Ettifaq FC.

## Kariera klubowa
Urodził się we Francji. Jego ojciec pochodzi z Konga, matka jest Algierką. W 2002 został piłkarzem Olympique Marsylia, spędził w Marsylii cztery lata, jednak nie wystąpił w żadnym oficjalnym meczu pierwszej drużyny. W 2006 był piłkarzem szkockiego zespołu Hearts, grał także w greckich klubach. W 2008 grał w Japonii (FC Ryūkyū), a następnie w 2009 został bramkarzem Slawii Sofia. W 2010 roku został wypożyczony do CSKA Sofia, a w 2011 roku odszedł do Krylji Sowietow Samara. Latem 2011 wypożyczono go do CSKA Sofia.
23 stycznia 2017 roku podpisał 2–letni kontrakt z pierwszoligowym Stade Rennais FC.
| Sezon   | Klub                   | Kraj              | Rozgrywki           | Mecze | Bramki | Rozgrywki Europy | Mecze | Bramki |
| ------- | ---------------------- | ----------------- | ------------------- | ----- | ------ | ---------------- | ----- | ------ |
| 2006    | Hearts                 | Szkocja           | S.Premier League    | 0     | 0      | -                | -     | -      |
| 2006/07 | Ethnikos Pireus        | Grecja            | Superleague         | 5     | 0      | -                | -     | -      |
| 2006/07 | Panetolikos            | Grecja            | Superleague         | 8     | 0      | -                | -     | -      |
| 2007/08 | Panetolikos            | Grecja            | Superleague         | 0     | 0      | -                | -     | -      |
| 2008    | FC Ryūkyū              | Japonia           | JFL                 | 22    | 0      | -                | -     | -      |
| 2008/09 | Slawia Sofia           | Bułgaria          | A PFG               | 1     | 0      | -                | -     | -      |
| 2009/10 | Slawia Sofia           | Bułgaria          | A PFG               | 25    | 0      | -                | -     | -      |
| 2010/11 | Slawia Sofia           | Bułgaria          | A PFG               | 1     | 0      | -                | -     | -      |
| 2010/11 | CSKA Sofia (wyp.)      | Bułgaria          | A PFG               | 9     | 0      | Liga Europy UEFA | 6     | 0      |
| 2011/12 | Krylja Sowietow        | Rosja             | Priemjer-Liga       | 17    | 0      | -                | -     | -      |
| 2011/12 | CSKA Sofia (wyp.)      | Bułgaria          | A PFG               | 28    | 0      | Liga Europy UEFA | 2     | 0      |
| 2012/13 | Krylja Sowietow        | Rosja             | Priemjer-Liga       | 0     | 0      | -                | -     | -      |
| 2012/13 | Gazélec Ajaccio (wyp.) | Francja           | Ligue 2             | 12    | 0      | -                | -     | -      |
| 2013/14 | CSKA Sofia             | Bułgaria          | A PFG               | 17    | 0      | -                | -     | -      |
| 2014    | Philadelphia Union     | Stany Zjednoczone | Major League Soccer | 4     | 0      | -                | -     | -      |
| 2015    | Philadelphia Union     | Stany Zjednoczone | Major League Soccer | 5     | 0      | -                | -     | -      |
| 2015/16 | Antalyaspor            | Turcja            | Süper Lig           | 12    | 0      | -                | -     | -      |
| 2016/17 | Antalyaspor            | Turcja            | Süper Lig           | 0     | 0      | -                | -     | -      |
| 2016/17 | Stade Rennais FC       | Francja           | Ligue 1             | 0     | 0      | -                | -     | -      |
| 2017/18 | Stade Rennais FC       | Francja           | Ligue 1             | 1     | 0      | -                | -     | -      |
| 2017/18 | Ettifaq FC             | Arabia Saudyjska  | I liga              | 9     | 0      | -                | -     | -      |

Stan na: 11 lipca 2018 r.

## Kariera reprezentacji
W reprezentacji Algierii debiutował w 2010 roku i w tym samym roku został powołany do składu na mistrzostwa świata. Występował we francuskich reprezentacjach juniorskich.